# Newton County (Arkansas)
Das Newton County ist ein County im US-Bundesstaat Arkansas. Der Verwaltungssitz (County Seat) ist Jasper. Das County gehört zu den Dry Countys, was bedeutet, dass der Verkauf von Alkohol eingeschränkt oder verboten ist.

## Geographie
Das County liegt im Nordwesten von Arkansas, ist im Norden etwa 50 km von Missouri entfernt und hat eine Fläche von 2132 Quadratkilometern, wovon ein Quadratkilometer Wasserfläche ist. Es grenzt an folgende Countys:
| Carroll County | Boone County   |               |
| Madison County |                | Searcy County |
|                | Johnson County | Pope County   |

## Geschichte
Das Newton County wurde am 14. Dezember 1842 aus Teilen des Carroll County gebildet. Benannt wurde es nach Thomas W. Newton (1804–1853), einem Senator in Arkansas (1844–1848) und kurzzeitigen Abgeordneten des US-Repräsentantenhauses (1847).
Die erste Schule wurde 1860 in Mount Judea gegründet. 1886 kam die Western Grove Academy hinzu.

## Demografische Daten
Nach der Volkszählung im Jahr 2010 lebten im Newton County 8330 Menschen in 3527 Haushalten. Die Bevölkerungsdichte betrug 3,9 Einwohner pro Quadratkilometer.
Ethnisch betrachtet setzte sich die Bevölkerung zusammen aus 96,1 Prozent Weißen, 0,1 Prozent Afroamerikanern, 1,1 Prozent amerikanischen Ureinwohnern, 0,3 Prozent Asiaten sowie aus anderen ethnischen Gruppen; 2,2 Prozent stammten von zwei oder mehr Ethnien ab. Unabhängig von der ethnischen Zugehörigkeit waren 1,7 Prozent der Bevölkerung spanischer oder lateinamerikanischer Abstammung.
In den 3527 Haushalten lebten statistisch je 2,35 Personen.
20,3 Prozent der Bevölkerung waren unter 18 Jahre alt, 60,8 Prozent waren zwischen 18 und 64 und 18,9 Prozent waren 65 Jahre oder älter. 49,2 Prozent der Bevölkerung war weiblich.
Das jährliche Durchschnittseinkommen eines Haushalts lag bei 29.403 USD. Das Prokopfeinkommen betrug 15.528 USD. 25,5 Prozent der Einwohner lebten unterhalb der Armutsgrenze.

## Kultur und Sehenswürdigkeiten

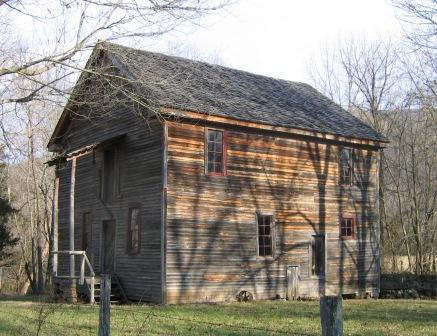
Villines Mill (2006). Diese Mühle in ihrer heutigen Form entstand 1870 und wurde im Juli 1974 als erstes Objekt des County in das NRHP aufgenommen.

13 Bauwerke und historische Bezirke (Historic Districts) des Countys sind im National Register of Historic Places („Nationales Verzeichnis historischer Orte“; NRHP) eingetragen (Stand 13. Juni 2022), darunter zwei Brücken, eine archäologische Fundstätte und das Gerichts- und Verwaltungsgebäude des County.

## Orte im Newton County
| City - Jasper | Town - Western Grove |

Unincorporated Communitys
- Bass
- Compton
- Deer
- Hasty
- Low Gap
- Marble Falls
- Mossville
- Mount Hersey
- Mount Judea
- Nail
- Parthenon
- Piercetown
- Ponca
- Pruitt
- Vendor
- Wayton
- Yardelle

weitere Orte
- Arbaugh
- Beechwood
- Ben Hur
- Boxley
- Carver
- Cave Creek
- Chancel
- Cowell
- Crossroad
- Diamond Cave
- Dickey Junction
- Dinsmore
- Dogpatch
- Edwards Junction
- Erbie
- Fallsville
- Flat
- Flatwoods
- George
- Limestone
- Loafer
- Lurton
- Moore
- Mount Sherman
- Murray
- Red Rock
- Reeves
- Ryker
- Stoverville
- Swain
- Walnut

Townships
- Big Creek Township
- Boston Township
- Grove Township
- Hasty Township
- Hickory Grove Township
- Hudson Township
- Jackson Township
- Jefferson Township
- Jones Township
- Kentucky Township
- Lincoln Township
- Low Gap Township
- Marble Falls Township
- Murray Township
- Osage Township
- Pleasant Hill Township
- Plumlee Township
- Polk Township
- Ponca Township
- Prairie Township
- Richland Township
- Van Buren Township
- White Township